# خانه هادوی
خانه هادوی مربوط به دوره قاجار است و در بیرجند، کوچه پست قدیم، روبروی مدرسه شوکتیه واقع شده و این اثر در تاریخ ۵ آذر ۱۳۸۰ با شمارهٔ ثبت ۴۵۰۳ به‌عنوان یکی از آثار ملی ایران به ثبت رسیده است.